# 外道乙女隊
外道乙女隊（げどうおとめたい）は、日本の声優ユニット。メンバーは、榎本温子・門脇舞・音宮つばさ・近藤佳奈子・廣田詩夢の5人。
もしくは、テレビアニメ『それゆけ！外道乙女隊』で彼らが演じるキャラクターが作った組織。

## 経歴
2004年1月8日のイベント「ブロッコリー10周年記念まつり」に登場した「真・外道軍」が原型。外道総帥ことあかほりさとるを中心に結成された、トレーディングカードゲーム「アクエリアンエイジ」用のチームだった。メンバーは、あかほりさとる・サエキトモ・おたっきぃ佐々木・やまけん・中井まれかつの5人。ブロッコリー社長（当時）木谷高明率いるブロッコリー軍（木谷高明・新谷良子・浪川大輔・近藤佳奈子・廣田詩夢）と公開対戦し、4対1で敗れた。
2004年3月28日のイベント「カードゲームフェスタ」では、外道軍から音宮つばさ・大沢千秋・門脇舞の3人が「外道乙女隊」として登場。ブロッコリー軍の近藤佳奈子・廣田詩夢・竹中愛子と戦い、3対0で敗れた。
2004年10月15日のイベント「外道軍決起集会!」で、現在の形に。近藤佳奈子・廣田詩夢はブロッコリー軍からの参加。榎本温子は、実は結成当初からのメンバーだったと発表された。また同時に、「外道乙女隊を作品にする」ことが宣言された（まだ媒体がアニメとは発表されなかった）。
こうして、アニメ番組『それゆけ! 外道乙女隊』が制作された。このような経緯なので、この作品は「外道乙女隊のアニメ化」と表現される。なお、外道乙女隊の5人は、本人の名をもじった名前のキャラクター、北華音子（ほっけ おとね）、北華妹香（まいか）、北華翼（よく）、北華可奈子（かなし）、北華詩乃（うたの）を演じ、これらのキャラクターもまた作中で、外道乙女隊を名乗っている。

## ディスコグラフィ
| 発売日        | 商品名                         | 歌                                                            | 楽曲                               | 備考                                                       |
| ------------- | ------------------------------ | ------------------------------------------------------------- | ---------------------------------- | ---------------------------------------------------------- |
| 2005年7月27日 | 熱唱！！らぶげナイトフィーバー | ラブフェロモン＆外道乙女隊 featuring 桃井はるこ＆影山ヒロノブ | 「熱唱！！らぶげナイトフィーバー」 | テレビアニメ『あかほり外道アワーらぶげ』オープニングテーマ |
| 2005年7月27日 | 熱唱！！らぶげナイトフィーバー | 外道乙女隊                                                    | 「外道だよ！全員集合！」           | ラジオ『らぶげ魂 外道乙女隊放送局』オープニングテーマ      |

### ユニットメンバー
1. ↑  良澄愛美（清水愛）、佐嶋薫子（笹島かほる）